# POM (entreprise belge)
 (juillet 2025).
Pour les articles homonymes, voir POM.
POM (abréviation de Peace of Mind) est une société fintech belge, basée à Anvers, en Région flamande, spécialisée dans les solutions numériques de facturation, de paiements et de gestion des comptes clients. POM propose une plateforme SaaS qui permet aux organisations d'automatiser l'ensemble de leur processus de facturation à l'encaissement, y compris l'envoi de factures, la facilitation des paiements via des liens de paiement et des codes QR, et le suivi des montants impayés à l'aide de l'apprentissage automatique et de flux de travail pilotés par l'IA.

## Histoire
POM est fondée en 2014 par Johannes Vermeire et Tom Totté dans le but de proposer sur le marché une solution de paiement permettant aux consommateurs, aux indépendants et aux entreprises d'effectuer leurs paiements de factures quotidiens,. En décembre 2022, POM fusionne avec l'entreprise néerlandaise Mail to Pay, spécialiste des logiciels de gestion de crédit. Depuis avril 2024, l’ensemble du groupe, également actif en Allemagne, opère sous le nom de POM. POM est l'une des entreprises technologiques à la croissance la plus rapide en Europe en 2025, ayant été cotée deux fois de suite sur la liste FT1000 du Financial Times.
Les codes QR de paiement de POM se trouvent sur les factures des sociétés d'énergie, des sociétés d'eau, des hôpitaux, des écoles et des agences gouvernementales, y compris les amendes de circulation du Service public fédéral Justice.

## Services
- POM Invoice : pour créer et envoyer des factures via plusieurs canaux, notamment par e-mail, papier, SMS et plateformes numériques (telles que eBox et Peppol).
- POM Payment : pour faciliter les paiements via des liens de paiement, des codes QR et des intégrations avec des applications de paiement telles que Payconiq by Bancontact[6].
- POM Collect : pour le suivi automatisé des factures impayées, en utilisant l'IA et le machine learning pour analyser le comportement des clients et envoyer des communications personnalisées.